# President de Moldàvia

Segell oficial de la República de Moldàvia

El president de la República de Moldàvia (romanès Preşedintele Republicii Moldova) és el cap d'estat de la República de Moldàvia.

## Funcions
Segons l'article 77 de la Constitució de la República de Moldàvia, el President de Moldàvia és el cap de l'Estat, representa a l'Estat i és el garant de la sobirania nacional, la independència, la unitat i la integritat territorial de la nació. El president és elegit indirectament pel Parlament de Moldàvia per un període de quatre anys. Tenen el límit legal de dos mandats. El president interí de Moldàvia és una persona que compleix les funcions de president en casos d'incapacitat i la vacant.

## República Democràtica Moldava(1917-1918)
| Imatge | Nom         | De                     | A                 | Partit                      |
| ------ | ----------- | ---------------------- | ----------------- | --------------------------- |
|        | Ion Inculeţ | 15 de desembre de 1917 | 9 d'abril de 1918 | Partit Social-Revolucionari |

## República Socialista Soviètica de Moldàvia(1940-1991)

### Cap del Presidium del Soviet Suprem
- Fyodor Grigorievich Brovko (28 de juny 1940 - 29 de març 1951)
- Ivan Sergeyevich Koditsa (29 de març 1951 - 5 d'abril 1963)
- Kirill Fyodorovich Ilyashenko (5 d'abril 1963 - 10 d'abril 1980)
- Ivan Călin (10 d'abril 1980 - 24 de desembre 1985)
- Aleksandr Alekandrovich Mokanu (24 de desembre 1985 - 12 de juliol 1989)
- Ivan Ceban (12 de juliol 1989 - 29 de juliol 1989)
- Mircea Ion Snegur (29 de juliol 1989 - 27 d'abril 1990)

### Primers Secretaris del Partit Comunista Moldau
- Piotr Borodin (2 d'agost 1940 - 11 de febrer 1942) (a l'exili a l'URSS el 1941)
- Nikita Salogor (13 de febrer 1942 - 5 de gener 1946) (a l'exili a l'URSS fins a 1944)
- Nicolae Coval (5 de gener 1946 - juliol 1950)
- Leonid Ilich Brezhnev (26 de juliol 1950 - 25 d'octubre 1952)
- Dimitri Gladki (25 d'octubre 1952 - 8 de febrer 1954)
- Zinovie Serdiuk (8 de febrer 1954 - 29 de maig 1961)
- Ivan Bodiul (29 de maig 1961 - 22 de desembre 1980)
- Semion Grossu (22 de desembre 1980 - 16 de desembre 1989)
- Petru Lucinschi (16 de novembre 1989 - 5 de febrer 1991)
- Grigore Eremei (5 de febrer - agost 1991)

### Cap del Soviet Suprem
| Fotografia | Nom           | De              | Fins               | Partit                       |
| ---------- | ------------- | --------------- | ------------------ | ---------------------------- |
|            | Mircea Snegur | 27 d'abril 1990 | 3 de setembre 1990 | Partit Comunista de Moldàvia |

## República de Moldàvia (des de 1991)
| Imatge           | Nom                   | De                     | Fins                   | Partit                                                          |
| ---------------- | --------------------- | ---------------------- | ---------------------- | --------------------------------------------------------------- |
| Mircea Snegur    | Mircea Snegur         | 3 de setembre de 1990  | 15 de gener de 1997    | Sense partit                                                    |
| Petru Lucinschi  | Petru Lucinschi       | 15 de gener de 1997    | 7 d'abril de 2001      | Partit Agrari de Moldàvia                                       |
| Vladimir Voronin | Vladimir Voronin      | 7 d'abril de 2001      | 11 de setembre de 2009 | Partit dels Comunistes de la República de Moldàvia              |
| Mihai Ghimpu     | Mihai Ghimpu (interí) | 11 de setembre de 2009 | 28 de desembre de 2010 | Partit Liberal (Aliança per a la Integració Europea)            |
| Vladimir Filat   | Vlad Filat (interí)   | 28 de desembre de 2010 | 30 de desembre de 2010 | Partit Liberal Democràtic (Aliança per a la Integració Europea) |
| Marian Lupu      | Marian Lupu (interí)  | 30 de desembre de 2010 | 23 de març de 2012     | Partit Democràtic (Aliança per a la Integració Europea)         |
| Nicolae Timofti  | Nicolae Timofti       | 23 de març de 2012     | 23 de desembre de 2016 | Independent                                                     |
|                  | Igor Dodon            | 23 de desembre de 2016 | 24 de desembre de 2020 | Partit dels Socialistes de la República de Moldàvia             |
|                  | Maia Sandu            | 24 de desembre de 2020 | En el càrrec           | Partit d'Acció i Solidaritat                                    |